# 川合為吉
川合 為吉（かわい ためきち、1872年6月10日〈明治5年5月5日〉 - 1933年〈昭和8年〉10月18日）は、明治の政治家。警察官。山形県山形市長。

## 経歴
山形県南村山郡山元村（現上山市）出身。山形県警部、寒河江警察署長、米沢警察署長、山形警察署長などを歴任。1923年（大正12年）7月、山形市長に就任した。在任中は仙山線の実現、当時としては珍しい鉄筋コンクリート造の第一小学校の改築などに尽力した。1927年（昭和2年）7月、退任した。